# Důl Sviadnov
Důl Sviadnov byla část závodu Staříč I. Jsou zde dvě jámy, výdušná jáma č. I/1 a vtažná jáma č. I./2. Pro svoji jedinečnou kruhovou konstrukci byla těžní věž výdušné jámy prohlášená za kulturní památku ČR.
Dobývací prostor má rozlohu přes 40 km² a rozkládá se na katastrálních územích několika přilehlých obcí: Brušperk, Staříč, Žabeň, Lískovec, Ptáčník, Sviadnov, Frýdek, Fryčovice, Místek-Lysůvky, Zelinkovice, Chlebovice, Palkovice a Rychaltice. 

## Historie
Východní část dobývacího pole Staříč tvořila lokalita Sviadnov, která je oddělená centrálním zlomem od západního dobývacího pole. Uhlonosný karbon je zastoupen slojemi spodních hrušovských a petřkovických vrstev ostravského souvrství.
Východně silnice 48411 Ostravská nebo také tzv. staré cestě z Ostravy do Frýdku-Místku na katastrálním území obce Sviadnov, 15 km jižně od Ostravy, se nachází areál bývalého hlubinného dolu závodu Staříč I. lokalita Sviadnov. 
S realizací průzkumných prací ve Staříčské oblasti bylo započato v roce 1950 vrtáním jednoho zjišťovacího vrtu, z jehož vyhodnocení vyplynulo, že úložní poměry budou mnohem složitější než se původně předpokládalo. Na základě této skutečnosti byl zahájen roku 1954 Uhelným průzkumem n. p. Ostrava vrtný průzkum na lokalitě Sviadnov.
V roce 1962 byly zahájeny přípravy úpravou terénu v místě výstavby. V roce 1963 byl založen důl československým státem zastoupeným OKD n. p. V tomtéž roce se započalo s hloubením výdušné jámy Staříč č.I/1 – Sviadnov. V těchto letech šlo o výstavbu  vůbec největšího dolu pro těžbu koksovatelného uhlí. Na rozhraní roku 1963 a 1964 bylo provedeno zaústění výdušné jámy St. I/1.  V roce 1965 byla stavba dolu zastavena a obnovena až v roce 1984. V roce 1964 až 1965 byla nad jámou postavena kruhová železobetonová těžní věž vysoká 28 m. Autorem projektu je Ivo Lange. Hlavu těžní věže tvořila prosklená kruhová strojovna vybavená těžním strojem ČKD typu K 2010 (průměr kotouče 2 000 mm a šířka 1 000 mm) systém Koepe s asynchronním motorem o výkonu 250 kW. Těžní zařízení je jednočinné s jednou jednoetážovou dopravní nádobou (klecí) s protizávažím. Klec byla uzpůsobena pro dopravu dvou důlních vozíků za sebou. Objem vozů byl 1,25 m3. Těžní lana mají průměr 22,4 mm, vyrovnávací lana jsou plochá rozměrů 87x15 mm. Odsávání důlních větrů bylo zabezpečeno dvojicí ventilátorů ARA 1 2800/2700 vyrobených v závodech Milevsko. V roce 1984 bylo zahájeno hloubení vtažné jámy Staříč č. I/2. Těžní věž vtažné jámy byla příhradová. Těžní stroj pro dvojčinné těžení typ 2B 6121L byl vyroben ČKD, stejnosměrný elektromotor byl napájen z tyristorového měniče. Těžní nádoby byly čtyřetážové pro dva vozíky na etáži za sebou. Objem vozíků byl 1,25 m3. Těžní lana měla průměr 63 mm. Ve strojovně se nacházelo mobilní havarijní dopravní zařízení MHDZ ZH 1500
První tuna uhlí byla vytěžena v roce 1971, ačkoliv plná projektovaná těžba byla dosažena až v roce 1980, kdy byla dokončena celá plánovaná výstavba dolu. 
2. května 2014 byly odpojeny ventilátory výdušné jámy a uvedeny do konzervačního stavu. Obě jámy jsou vtažné vzájemně propojeny II. patrem, s dolem Staříč jsou propojena na III. patře.
Definitivní konec dolu nastal 31. března 2017, kdy byl vytěžen poslední vozík uhlí. K 1. dubnu 2017 pak Důl Paskov skončil i formálně a vznikl nový závod Útlum-Jih.  Po opuštění porubů a ražeb aktivními horníky započaly likvidační práce a příprava jam k zásypu. Zcela zasypány byly jámy v roce 2019. Jáma St. I/1 byla zasypána klasickým způsobem pomocí tzv. nezpevněného zásypu, na jámě St. I/2 byla nad nejvyšším patrem zbudována betonová jámová zátka a nad ní se jáma postupně vyplnila cemento-popílkovou směsí. Odlišný prostor likvidace byl zvolen proto, že jáma nyní slouží k jímání metanu.  K 1. lednu 2021 byl Důl Paskov převeden pod státní podnik DIAMO, odštěpný závod DARKOV. 

## Údaje o dole Staříč I – Sviadnov
| název                 | druh jámy       | založení | hloubka [m] | těžba | vytěženo [t] | likvidace | dobývací pole [ha] | poznámka          |
| --------------------- | --------------- | -------- | ----------- | ----- | ------------ | --------- | ------------------ | ----------------- |
| Staříč I/1 – Sviadnov | výdušná, vtažná | 1963     | 578,1       |       |              |           |                    | technická památka |
| Staříč I/2 – Sviadnov | vtažná          | 1982     | 907,0       |       |              |           |                    |                   |
| Zdroj:                |                 |          |             |       |              |           |                    |                   |

### Přehled důlních nehod
| datum                                                             | SÚ | JÚ | Σ | příčina                                         |
| ----------------------------------------------------------------- | -- | -- | - | ----------------------------------------------- |
| 15. 1. 1980                                                       |    | 2  | 2 | průtrž uhlí a plynů, největší v OKR 1200 t drti |
| Vysvětlivky: SÚ = smrtelný úraz, JÚ = jiný úraz, Σ = Celkem Zdroj |    |    |   |                                                 |

Od 13. 11. 2000 je kruhová těžní věž chráněnou nemovitou kulturní památkou ČR, zapsanou v ÚSKP 10. 7. 2002 po číslem 50524/8-4065. Architektonicky cenná věž dokumentuje 60. léta, kdy vznikla celá řada hodnotných a významných architektonických realizací ještě pod vlivem bruselského Expa. Spodní část věže má netypický válcový tvar a zaujímá pozorovatele hlavně velkoryse prosklenou špicí.